# Гафарова, Мунзифа Кахаровна
Мунзифа Кахаровна Гафарова (тадж. Мунзифа Ғаффорова; 4 октября 1924, Ходжент — 28 июня 2013) — таджикский и советский учёный-философ, педагог, профессор, ректор Таджикского государственного института искусств им. М.Турсун-заде в Душанбе (1974—1979), Душанбинского пединститута (1979—1988). Заслуженный деятель науки Таджикской ССР (1974).

## Биография
Родилась в семье педагогов. В неполных 13 лет окончила школу и поступила на педагогический рабфак при Педагогическом институте им. С. Кирова г. Ленинабада, в 1940 году стала студенткой химико-биологического факультета этого пединститута.
В 18-летнем возрасте одновременно с учёбой начала трудовую деятельность в качестве преподавателя биологии Ленинабадского сельхозтехникума. С 1943 года — комсорг Ленинабадского педагогического института им. С. Кирова. После окончания института работала секретарём Ленинабадского обкома комсомола по пропаганде и агитации.
Затем — на партийной работе. В 1947 году назначена заведующей отделом ЦК КП Таджикистана по работе среди женщин.
В 1948 году вышла замуж за первого секретаря ЦК ЛКСМ Таджикской ССР Солиджона Раджабова.
В 1955 году окончила аспирантуру, защитила кандидатскую диссертацию и до 1974 года работала на кафедре философии Душанбинского пединститута.
В 1968 году стала доктором философских наук, через два года — профессором. В 1974 году, за выдающиеся заслуги в области науки ей присвоено звание «Заслуженный деятель науки Таджикской ССР».
Ректор Таджикского государственного института искусств им. М.Турсун-заде (1974—1979) и Душанбинского пединститута в 1979—1988 годах.
Профессор философии Таджикского государственного педагогического университета имени С. Айни (1988—2013).
Активно занималась государственной и общественной деятельностью. В разные годы была членом Президиума Верховного Совета Таджикской ССР, заместителем председателя республиканского комитета солидарности стран Азии и Африки, членом правления
философского общества СССР, общества «Знание», Комитета советских женщин.

## Награды
- Орден Трудового Красного Знамени (дважды 1948 и 1949),
- Орден Дружбы народов (1984),
- Орден Дружбы (Таджикистан) (1999),
- Медаль «За доблестный труд в Великой Отечественной войне 1941—1945 гг.» (1945),
- медали СССР,
- «Отличник народного образования Таджикской ССР» (1971),
- «Отличник просвещения СССР» (1982),
- «Заслуженный деятель науки Таджикской ССР» (1974),
- Почётная грамота Президиума Верховного Совета Таджикской ССР,
- «Аълочии фарханги Чумхурии Точикистон» («Отличник культуры Республики Таджикистан»).